# Retirada das tropas americanas no Iraque (2020–2021)
A retirada das tropas americanas no Iraque foi a saída gradativa das Forças Armadas dos Estados Unidos no Iraque, desde 20 de março de 2020 a 9 de dezembro de 2021. Em dezembro de 2019, o Iraque e Estados Unidos começaram a discutir a retirada parcial das tropas. Em janeiro de 2020, durante protestos massivos e após uma escalada de tensões entre os Estados Unidos e Irã, o Conselho de Representantes do Iraque aprovou uma medida não vinculativa para "expulsar todas as tropas estrangeiras de seu país", incluindo tropas americanas e iranianas. Após a votação, o até então presidente americano, Donald Trump, começou a retirar as tropas em março, apesar da relutância inicial.
Em março de 2020, a coalizão liderada pelos americanos, Força-Tarefa Conjunta Combinada — Operação Resolução Inerente (CJTF–OIR), começou a transferir o controle de uma série de instalações militares de volta para as forças de segurança iraquianas, citando os desdobramentos da missão multianual contra os islâmicos do Estado Islâmico do Iraque e do Levante (EIIL). Em 4 de abril de 2020, quatro bases foram transferidas. As transferências de base e retirada foram aceleradas devido à pandemia de COVID-19 no Iraque e à ameaça de representantes iranianos.
Em fevereiro de 2021, a Organização do Tratado do Atlântico Norte (OTAN) anunciou que iria expandir sua missão para treinar as forças iraquianas em sua luta contra a insurgência do Estado Islâmico no Iraque, revertendo parcialmente a retirada das tropas lideradas pelos EUA. Em abril de 2021, o Comando Central Americano declarou que não havia planos para uma retirada total de suas forças do Iraque, citando ameaças contínuas representadas pela insurgência do Estado Islâmico e milícias apoiadas pelo Irã.
Em julho de 2021, Joe Biden anunciou que encerraria a missão de combate americano no Iraque até o final de 2021, com as tropas restantes servindo como assessoria e assistência. A missão de combate dos Estados Unidos foi formalmente concluída em 9 de dezembro.

## Antecedentes

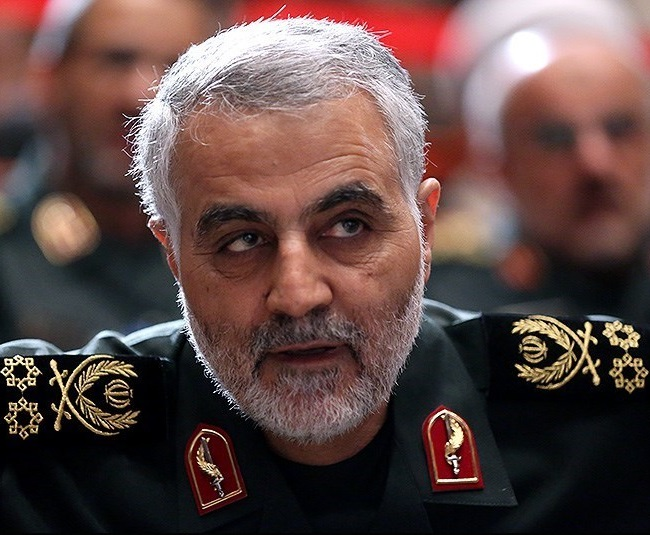
O Iraque questionou o assassinato do general iraniano Qasem Soleimani em janeiro de 2020 pelos Estados Unidos como uma violação de sua soberania.

Os Estados Unidos completaram sua retirada anterior de tropas em dezembro de 2011, concluindo a Guerra do Iraque. Em junho de 2014, os Estados Unidos formaram a Força-Tarefa Conjunta Combinada — Operação Resolução Inerente (CJTF-OIR) e re-interveio a pedido do governo iraquiano devido à ascensão do Estado Islâmico do Iraque e do Levante (EIIL). O Irã também interveio no Iraque em junho de 2014. Em 9 de dezembro de 2017, o Iraque declarou vitória contra o EIIL, concluindo a guerra no Iraque em 2017 e iniciando a mais recente insurgência do EIIL no Iraque.
Em maio de 2019, quatro navios mercantes foram atacados por minas de lapas no Golfo de Omã. As tensões aumentaram entre os Estados Unidos e o Irã, depois que os Estados Unidos culparam a Exército dos Guardiães da Revolução Islâmica pelo incidente. Em junho de 2019, ocorreu um incidente quase idêntico envolvendo dois navios mercantes. Em dezembro de 2019, os Estados Unidos começaram a confrontar com o Iraque os planos de retirada de certas bases. Nesse mesmo mês, a Base Aérea K-1 foi atacada, resultando em uma morte americana e seis feridos. Os Estados Unidos alegaram que a Brigada Hezbollah, um grupo de representação iraniano, foi o responsável pelo ataque. Os Estados Unidos responderam realizando ataques aéreos no Iraque e na Síria contra locais da Brigada Hezbollah.
De 31 de dezembro de 2019 a 1 de janeiro de 2020, a Embaixada dos Estados Unidos em Bagdá foi atacada em resposta aos ataques aéreos. Em 3 de janeiro de 2020, os Estados Unidos realizaram um ataque aéreo que matou o general iraniano Qasem Soleimani e o comandante da Brigada Hezbollah, Abu Mahdi al-Muhandis. O Iraque protestou que o ataque aéreo violou sua soberania.

## Retirada

### Voto iraquiano para retirada de tropas estrangeiras
Em 5 de janeiro de 2020, o Conselho de Representantes do Iraque votou para obrigar o governo do Iraque a "trabalhar para acabar com a presença de todas as tropas estrangeiras em solo iraquiano." Não ficou claro se a resolução era vinculativa e nenhum cronograma para a retirada foi estabelecido. Qais Khazali, líder do grupo iraniano Asa'ib Ahl al-Haq, declarou: "Se [as tropas americanas] não saírem, serão consideradas forças de ocupação." O presidente Trump ameaçou impor sanções ao Iraque em resposta à votação. De acordo com uma carta enviada por um alto comandante dos Estados Unidos a oficiais iraquianos em 6 de janeiro de 2020, "os Estados Unidos poderiam estar se preparando para retirar suas tropas", mas depois o general do Exército Americano, Mark Milley, anunciou que era um rascunho enviado por "sério erro".
Em 8 de janeiro de 2020, o Irã lançou a Operação Mártir Soleimani, realizando ataques com mísseis contra as tropas americanas estacionadas no Iraque.  110 militares americanos sofreram lesões cerebrais traumáticas. Os Estados Unidos responderam insistindo que suas tropas permaneceriam no Iraque.  Falando sobre a retirada, Trump afirmou: "Em algum momento, queremos sair. Mas este não é o ponto certo." Dois dias depois, Abdul-Mahdi reiterou que todas as tropas estrangeiras devem se retirar do Iraque, incluindo o Irã. Em 24 de janeiro de 2020, manifestantes iraquianos marcharam para exigir que os americanos retirassem suas tropas. Devido a questões de segurança, alguns países da Organização do Tratado do Atlântico Norte (OTAN), incluindo Canadá, Alemanha, Croácia e Eslováquia, disseram que estavam concluindo suas missões de treinamento e retirando tropas do Iraque, pelo menos naquele momento.

### Transferências de base e pandemia de COVID-19

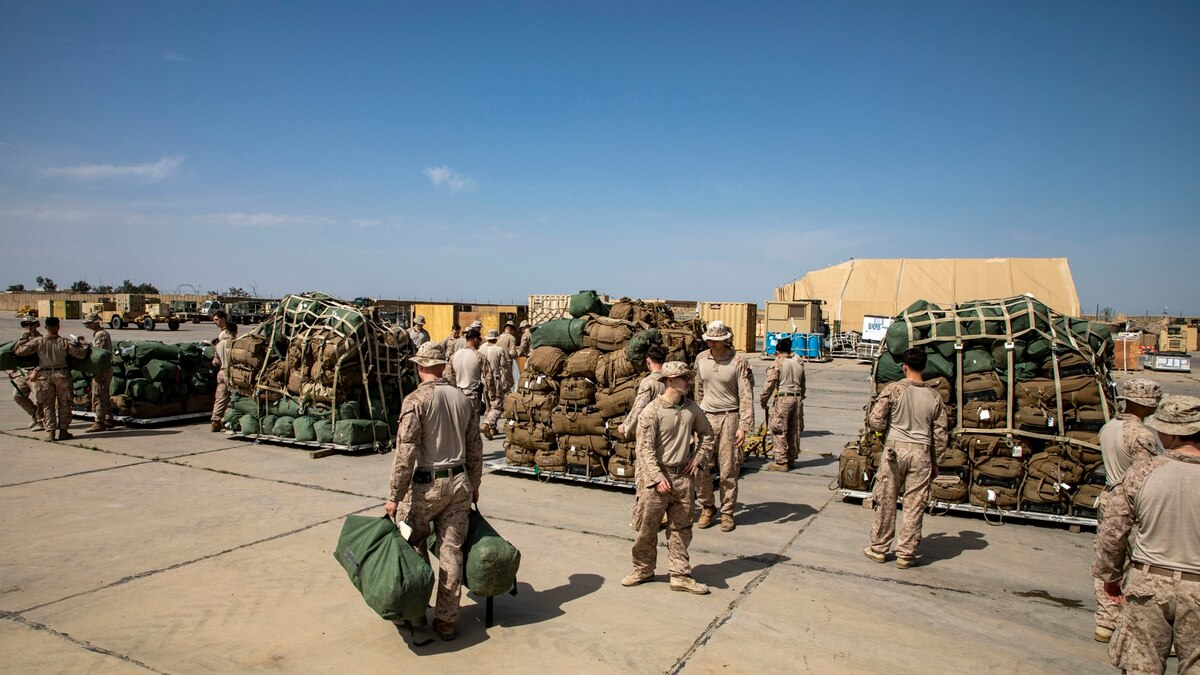
Corpo de Fuzileiros Navais dos Estados Unidos arrumando equipamentos para retirada da base aérea de Al-Taqaddum, em 24 de março de 2020.

Em 11 e 14 de março de 2020, Camp Taji foi atacado, supostamente pelo Kata'ib Hezbollah, matando três membros da coalizão. Em resposta, os Estados Unidos respondeu ao primeiro ataque mirando cinco instalações de armazenamento de armas com ataques aéreos. Em 19 de março de 2020, a base de al-Qaim perto da fronteira Iraque-Síria foi transferida da coalizão para as forças de segurança iraquianas. O general iraquiano Tahsin Khafaji declarou: "Este é o primeiro passo para a retirada das tropas americanas do Iraque." Em 20 de março de 2020, a CJTF-OIR confirmou que certas tropas se retirariam do Iraque devido à pandemia de COVID-19. No mesmo dia, o Comando Central dos Estados Unidos (USCENTCOM) ordenou um "movimento de interrupção" de 14 dias, impedindo qualquer tropa americana de entrar ou sair do Iraque e do Afeganistão por causa da pandemia.
O Exército americano deixou a base de Qayyarah em 26 de março. A base Aérea K-1, a ser transferida pelos Estados Unidos, ficava perto de Kirkuk. Em 4 de abril de 2020, a coalizão transferiu a base aérea de Al-Taqaddum, tornando-a a quarta base a ser transferida para as forças iraquianas. O Estado Islâmico planejou tirar vantagem do vácuo no deserto da Síria causado pela retirada acelerada do coronavírus das tropas dos Estados Unidos. Em um comunicado à imprensa de abril de 2020, a CJTF-OIR reiterou que as transferências de base foram pré-planejadas e "não estão relacionadas a ataques recentes contra bases iraquianas que hospedam tropas da coalizão, ou a situação contínua do COVID-19 no Iraque." um relatório do inspetor geral divulgado em maio de 2020 admitiu que, embora as transferências de base tenham sido planejadas com antecedência, elas foram aceleradas devido à ameaça de proxies iranianos e à pandemia.

### "Diálogo estratégico" entre Estados Unidos e Iraque
Em junho de 2020, o governo iraquiano ainda não havia agido sobre a resolução parlamentar de janeiro para pedir a saída de tropas estrangeiras, e os militares iraquianos estariam relutantes em deixar as forças americana completamente. Em 1 de junho, a Espanha anunciou suas intenções de se retirar de sua base primária no Iraque até o final de julho. Os Estados Unidos e o Iraque programaram novas negociações sobre cooperação militar, política e econômica para junho. O diálogo de segurança entre os dois países ocorreu pela última vez em 2018. Em 9 de junho de 2020, antes do início do diálogo, um ataque com foguete contra tropas dos EUA no Aeroporto Internacional de Bagdá terminou sem feridos. As negociações Iraque-EUA começaram em 11 de junho e devem ser conduzidas virtualmente e devem continuar por meses. As negociações começaram em meio a tensões contínuas com o Irã e um ressurgimento dos ataques do EIIL. De acordo com o The New York Times, a insurgência do grupo terrorista começou a se intensificar em meados de 2020, parcialmente devido às forças de segurança iraquianas desviarem recursos para impor toques de recolher e bloqueios devido à pandemia de COVID-19.
A coalizão anti-terrorista transferiu o controle do campo de Besmaya para as forças iraquianas em 25 de julho de 2020. A base foi amplamente usada pelas forças espanholas para treinar tropas iraquianas e foi a sétima instalação militar entregue ao governo iraquiano em 2020. Em 23 de agosto, as tropas americanas se retiraram da Base Taji e a entregaram às forças de segurança iraquianas. Em 28 de agosto, um oficial dos Estados Unidos disse que eles mesmos deveriam reduzir as tropas de 5,2 mil para 3,5. Em 9 de setembro, os militares americanos disseram que reduziriam suas tropas no Iraque para 3 mil.